# Kirche von Vrigstad

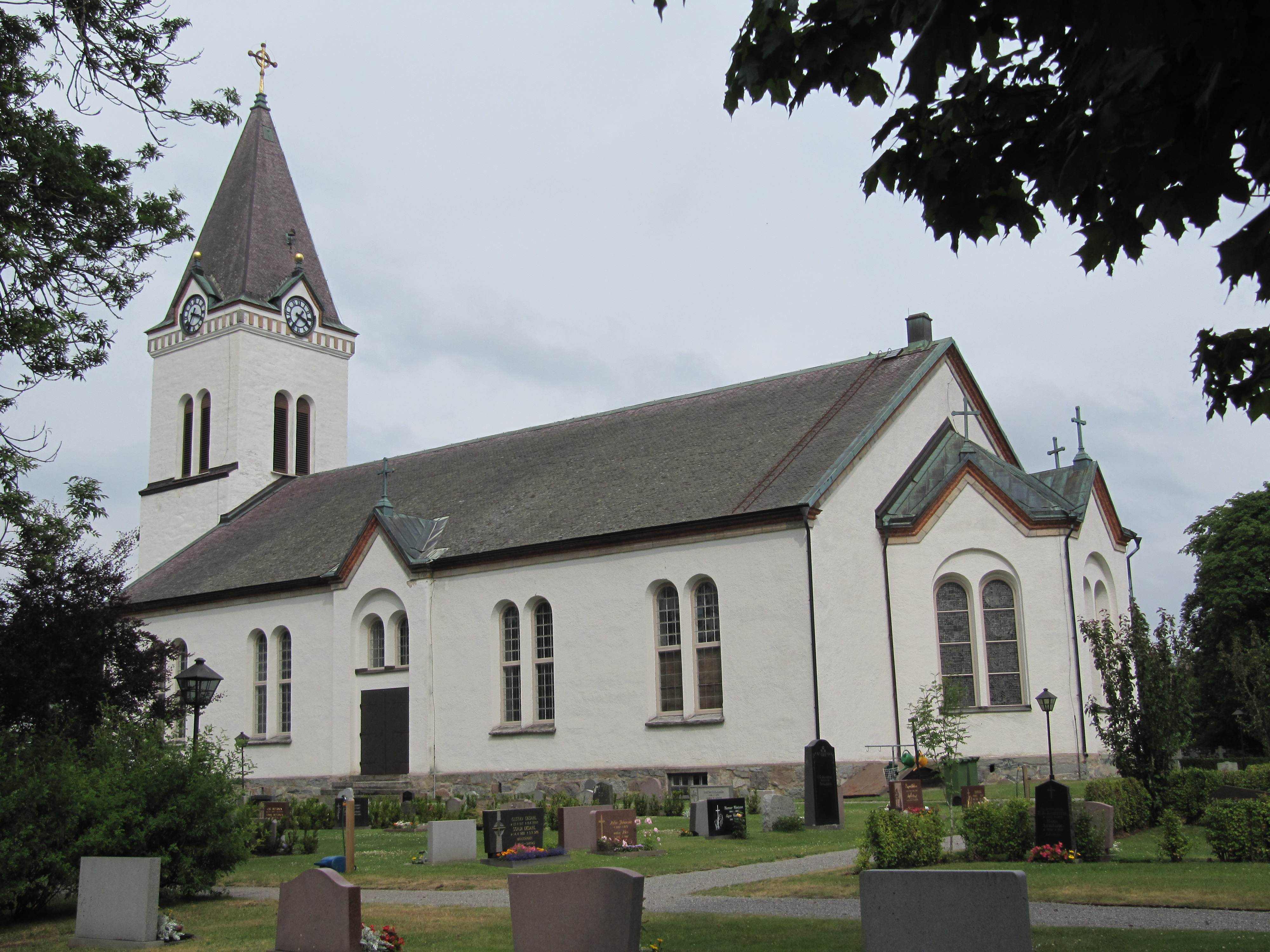
Kirche von Vrigstad

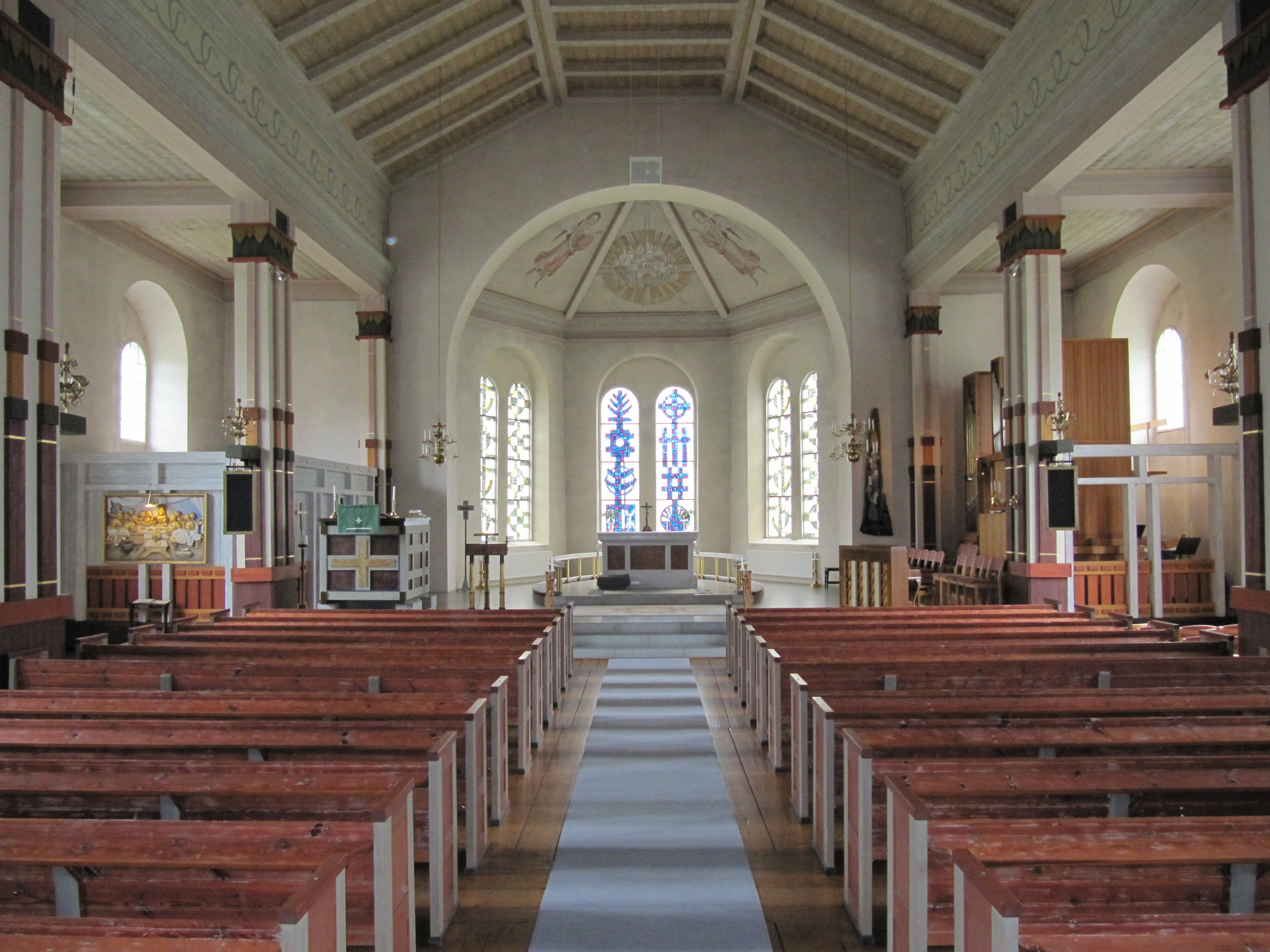
Innenraum

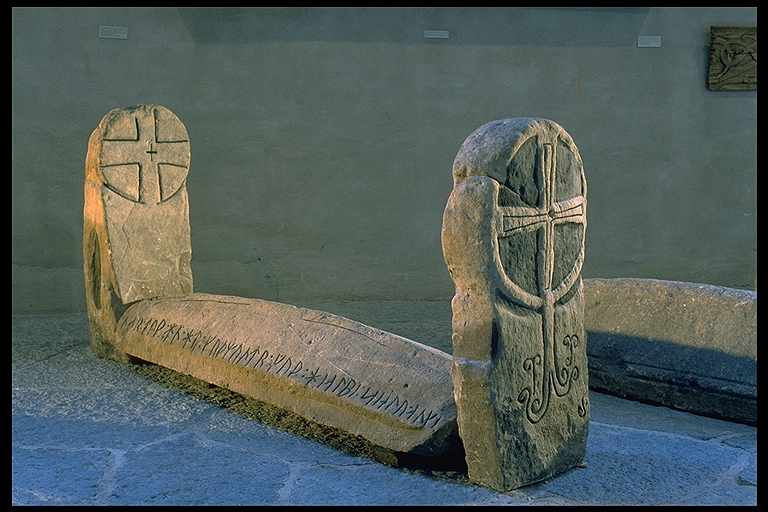
Grabkiste von Vrigstad – mit Runeninschrift Sm 83

Die Kirche von Vrigstad (schwedisch: Vrigstads kyrka) ist ein Kirchengebäude der schwedischen Kirche in Vrigstad in der schwedischen Gemeinde Sävsjö.

## Geschichte und Architektur
Die aus Stein errichtete Kirche wurde in den Jahren 1865/1866 nach Entwürfen von Fredrik Wilhelm Scholander gebaut. Zuvor bestand südlich des jetzigen Standorts eine auf das 12. Jahrhundert zurückgehende kleine Holzkirche. Die baufällige Kirche wurde abgerissen. Der Kirchturm wurde an der Nordseite der Kirche errichtet. Der Chor ist schmaler als das Kirchenschiff und verfügt nach Süden über einen dreiseitigen Abschluss.
Im Jahr 1963 erfolgte eine Renovierung des Bauwerks unter Leitung des Architekten Lars Stalin, wobei die alte hölzerne Dekoration in symmetrischen Mustern beibehalten und fortentwickelt wurde. In diesem Zusammenhang wurden die Fenster des Chors mit von Bo Beskow gestalteten Glasmalereien verziert. Im Kircheninneren befinden sich zwölf Säulen, die das Hauptschiff von den Seitenschiffen abtrennen. Sie tragen zwölf aus Messing gefertigte Kronleuchter, die jeweils einen hölzernen Gegenstand enthalten, der eines der Attribute der zwölf Apostel darstellt. Die Gegenstände finden sich auch am Altartisch wieder.
Bemerkenswert ist ein in der Kirche vorhandenes Altargemälde des Malers Pehr Hörberg aus dem Jahr 1778. Auch die Kanzel stammt aus dem 18. Jahrhundert. Deutlich älter ist das aus der Zeit der Romanik stammende steinerne Taufbecken.